# Wesoła wojna
Wesoła wojna (niem.: Der lustige Krieg) – operetka Johanna Straussa (syna) w trzech aktach. Libretto napisali Friedrich Zell i Richard Genée. Prapremiera odbyła się w Wiedniu 25 listopada 1881.

## Fabuła
Wojnę toczą dwa państwa: Massa-Carrara, w której armią komenderują same kobiety pod dowództwem wdowy Violetty oraz Księstwo Genui pod dowództwem pułkownika Umberto Spinoli, którego wojska bardziej piją i nudzą się niż walczą. Sytuacja ta może się jednak zmienić, ponieważ Umberto Spinola otrzymuje wiadomość, że Violetta zamierza poślubić księcia Limburgu. Wówczas armia Limburgu przyszłaby z odsieczą i przepędziła Genueńczyków. Violetta w celu zawarcia małżeństwa próbuje wydostać się z oblężonej twierdzy w przebraniu wiejskiej kobiety, zostaje jednak schwytana. Umberto Spinola rozpoznaje ją i zakochuje się do szaleństwa, postanawia więc zrealizować pewien plan: podszywa się pod pełnomocnika księcia Limburgu - pułkownika van Scheelena, którego udało mu się schwytać i namawia Violettę na zawarcie małżeństwa per procura. Oszustwo wychodzi na jaw, lecz okazuje się, że nie tylko Umberto, ale i Violetta traktuje poważnie zawarte małżeństwo i nie zamierzają się rozstawać. Wojna traci zatem rację bytu.

## Wesoła wojnaw Polsce
Premiera polska odbyła się w Warszawie 28 czerwca 1882. Do 1904 r. utwór doczekał się pięciu inscenizacji w Warszawie. W kolejnych latach operetkę wystawiano m.in. w:
- Operetce Śląskiej w Gliwicach (1967, reż. Mieczysław Daszewski)
- Teatrze Muzycznym w Gdyni (1967, reż. Wolfgang Weit)
- Operetce Poznańskiej (1968, reż. Andrzej Wiza)
- Teatrze Muzycznym w Lublinie (1981, reż. Ryszard Zarewicz)

Libretto na język polski przełożył Kazimierz Winkler, wprowadzając również zmiany w warstwie fabularnej.